# ROCK IS HARMONY
『ROCK IS HARMONY』（ロック・イズ・ハーモニー）は、日本のロックバンド、アナログフィッシュのアルバム。
2006年11月22日、エピックレコードジャパンよりリリース。

## 概要
- 前作より1年2ヶ月ぶりとなる2ndフルアルバム。
- 初回生産限定盤と通常盤の2形態で発売。初回盤はスペシャル絵本ジャケット仕様、収録曲全曲のスタジオライブの模様を収録したDVD付き。この試みは邦楽初のことである。
- アナログフィッシュの作品としては初めて複数形態での発売、また初めてDVDが付いた（映像作品も本作付属DVDが初めてである）。現在でも複数形態・DVD付きで発売されたのは唯一この作品のみである。
- 本作がエピックレコードジャパンからリリースした最後の作品となった。

## 収録曲
1. Living in the City (4:51)
（作詞：下岡晃）
2ndシングル。
2. Magic (5:06)
（作詞：下岡晃）
4thシングル。本作の先行シングルとして発売された。
3. 世界のエンドロール (4:26)
（作詞：佐々木健太郎）
佐々木曰く「歌に沿ってリズムが作られた曲」。パズルのように組み立てていった曲で、そのためにレコーディングの時点で誰も譜面におこせず、ほぼ勘だけで録音していったため、本アルバムで一番録音に時間がかかった曲である。下岡曰く「（こういう作り方は）もう勘弁して欲しい」。
4. ガールフレンド (3:51)
（作詞：佐々木健太郎）
5. アンセム (5:02)
（作詞：佐々木健太郎）
3rdシングル。
6. SIM CITY (5:20)
（作詞：下岡晃）
7. マテンロー (4:51)
（作詞：佐々木健太郎）
8. スパイダー (2:59)
（作詞：下岡晃）
9. 公平なWorld (6:25)
（作詞：下岡晃）
10. エナジー (3:54)
（作詞：佐々木健太郎）
11. この気持ちは僕のもの (5:35)
（作詞：佐々木健太郎）
シングル「アンセム」カップリング曲。佐々木曰く「（この曲は）絶対アルバムに入れたかった」。
12. Iwashi (4:44)
（作詞：下岡晃）

全作曲・編曲：アナログフィッシュ